# 聖路易聯邦準備銀行
聖路易聯邦準備銀行（英語：Federal Reserve Bank of St. Louis），簡稱聖路易聯準銀行（St. Louis Fed），為美國12個聯邦準備銀行之一，管轄聯邦準備制度的第8聯邦準備區，總部位於聖路易市區。

## 概要

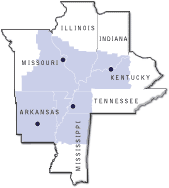
第8聯邦準備區地圖

聖路易聯準銀行管轄的第8聯邦準備區包含阿肯色州全域，以及伊利諾州、印第安納州、肯塔基州、密西西比州的部分地區、密蘇里州東部、田納西州西部。該行在小岩城、路易維爾及曼菲斯設有分行。密蘇里州為唯一一個擁有兩家主要聯邦準備銀行的州（另一家為堪薩斯市的堪薩斯市聯邦準備銀行）。

## 經濟研究
聖路易聯準銀行的現任研究部門總監為資深副總裁。
該行曾出版，總結第8聯邦準備區中4個地區（聖路易、小岩城、路易維爾及曼菲斯）的經濟概況，作為聯準會褐皮書的補充，於2016年後停刊。目前的研究出版物則包括深入研究貨幣政策及總體經濟學的、 討論當前的經濟議題的短文報告 等。

## 資料庫
聖路易聯準銀行的研究部門負責維護「聯準會經濟資料庫」，該資料庫曾被譽為「全世界最令人驚嘆的經濟網站」，收錄來自美國國內、國際、私部門及公部門的時間序列資料，包含聯邦資金利率、國內生產毛額（GDP）、國民生產毛額（GNP）、消費者物價指數、貨幣供給量、美國公債殖利率、勞動力及人口等。

## 外部連結
- FRED